# Tečka (diakritika)

tečka nad písmenem

Tečka je diakritické znaménko, které se umisťuje pod písmeno (◌̣) nebo nad něj (◌̇). V latince se používá především v polštině, vietnamštině, maltštině, litevštině, tradičním irském pravopisu, v přepisu podle IPA a v latinské transkripci čečenštiny a hebrejštiny.

## Kódování
V Unicode tečka je zakódována:
- U+0307 ̇ COMBINING DOT ABOVE

Také:
- U+0323 ̣ COMBINING DOT BELOW
- U+0358 ͘ COMBINING DOT ABOVE RIGHT
- U+1DF8 ᷸ COMBINING DOT ABOVE LEFT